# سیارک ۹۹۳
سیارک ۹۹۳ (به انگلیسی: 993 Moultona، نامگذاری:1923NJ) نهصد و نود و سومین سیارک کشف شده‌است که در ۱۲ ژانویه ۱۹۲۳ کشف شد.
قدر مطلق سیارک برابر ۱۱٫۸۰ است.